# Parforceheide
Parforceheide este o arie protejată (arie specială de conservare — SAC, sit de importanță comunitară — SCI) din Germania întinsă pe o suprafață de 256,45 ha, integral pe uscat.

## Localizare
Centrul sitului Parforceheide este situat la coordonatele 52°21′37″N 13°10′10″E / 52.3603°N 13.1694°E.

## Înființare
Situl Parforceheide a fost declarat sit de importanță comunitară în martie 2004.

## Biodiversitate
Situată în ecoregiunea continentală, aria protejată conține 3 habitate naturale: Vegetație psamofilă uscată cu Calluna și Genista, Vegetație psamofilă uscată cu pășuni deschise de Corynephorus și Agrostis, Păduri acidofile de stejar bătrân cu Quercus robur pe câmpii nisipoase.
La baza desemnării sitului se află un număr nedeclarat de specii protejate.
Pe lângă speciile protejate, pe teritoriul sitului au mai fost identificate 25 de specii de plante, 4 specii de amfibieni, 8 specii de mamifere, 1 specie de nevertebrate, 1 specie de reptile.